# 4889 Преторіус
4889 Преторіус (4889 Praetorius) — астероїд головного поясу, відкритий 19 жовтня 1982 року.
Тіссеранів параметр щодо Юпітера — 3,151.